# Allocosa tuberculipalpa
Allocosa tuberculipalpa este o specie de păianjeni din genul Allocosa, familia Lycosidae. A fost descrisă pentru prima dată de Caporiacco, 1940. Conform Catalogue of Life specia Allocosa tuberculipalpa nu are subspecii cunoscute.